# Sh2-78
Sh2-78 è una nebulosa planetaria visibile nella costellazione dell'Aquila.
Si individua nella parte nordoccidentale della costellazione, circa mezzo grado a nordovest della stella ζ Aquilae; si estende per 12 minuti d'arco in direzione di una regione della Via Lattea con ricchi campi stellari di fondo. Il periodo più indicato per la sua osservazione nel cielo serale ricade fra giugno e novembre; trovandosi a circa 14° dall'equatore celeste può essere osservata da tutte le regioni popolate della Terra, sebbene gli osservatori dell'emisfero boreale siano più avvantaggiati.
Sh2-78 è stata ritenuta alternativamente una regione H II o una nebulosa planetaria per decenni; le stime della distanza fornite in uno studio del 1989 indicano un valore di 4300 parsec (circa 14000 anni luce), che la collocherebbe all'interno del Braccio del Sagittario. Tuttavia gli studi più recenti indicano che si tratta senza dubbio di una nebulosa planetaria, la cui stella centrale è una nana bianca di classe D0.